# Johannes Nicaise
Johannes Nicaise (Leuven, 24 februari 1981) is een Belgische wiskundige, gespecialiseerd in algebraïsche meetkunde en arithmetische meetkunde.
In 2004 doctoreerde hij te Leuven met Jan Denef en François Loeser als promotors.
Zijn werk gaat onder andere over interacties tussen niet-archimedische meetkunde, spiegelsymmetrie, Igusa zeta-functies, de theorie van de motivische zetafuncties en motivische integratie. 
Hij heeft een gedeeltelijk bewijs geleverd voor het motivisch monodrome vermoeden van Jan Denef en François Loeser. Dit vermoeden combineert getaltheorie (de definitie van de zetafunctie omvat het aantal oplossingen mod {\displaystyle p^{m}}) en de theorie van singulariteiten. Nicaise ontwikkelde een nieuwe interpretatie van dit vermoeden, gebaseerd op niet-archimedische meetkunde.

## Prijzen
- Prix Ferran Sunyer i Balaguer (2017) met Antoine Chambert-Loir en Julien Sebag voor het boek Motivic integration (2014).

- Bibliothèque nationale de France: cb169502511 (data)
- Catàleg d'autoritats de noms i títols de Catalunya: 981058512171606706
- Gemeinsame Normdatei: 1172311501
- International Standard Name Identifier: 0000 0001 2010 6943
- Library of Congress Control Number: n2011034085
- Mathematics Genealogy Project: 87353
- Nationale Bibliotheek van Israël: 987007594912205171
- Système universitaire de documentation: 156891514
- Virtual International Authority File: 171174260
- WorldCat: E39PBJxhfRRPDHGXkCTXb8C4v3